# Diocesi di Maura
La diocesi di Maura (in latino: Dioecesis Maurensis) è una sede soppressa e sede titolare della Chiesa cattolica.

## Storia
Maura, forse identificabile con Duelt-Zerga nell'odierna Algeria, è un'antica sede episcopale della provincia romana della Mauritania Cesariense.
Di questa sede non si conosce alcun nome di vescovo, se non che nel 484 era sede vacante.
Dal 1933 Maura è annoverata tra le sedi vescovili titolari della Chiesa cattolica; dal 7 aprile 1992 il vescovo titolare è Enzo Dieci, già vescovo ausiliare di Roma.

## Cronotassi dei vescovi titolari
- Carlos Duarte Costa † (22 settembre 1937 - 5 luglio 1945 dimesso)[1]
- Cipriano Biyehima Kihangire † (12 novembre 1962 - 9 agosto 1965 nominato vescovo di Hoima)
- Langton Douglas Fox † (18 ottobre 1965 - 16 giugno 1972 nominato vescovo di Menevia)
- Cesare Zacchi † (24 maggio 1974 - 24 agosto 1991 deceduto)
- Enzo Dieci, dal 7 aprile 1992